# Plesiorhaphes
Plesiorhaphes là một chi bọ cánh cứng trong họ 
Elateridae.
Chi này được miêu tả khoa học năm 1980 bởi Dolin.

## Các loài
Chi này có các loài:
- Plesiorhaphes scaber Dolin in Dolin, Panfilov, Ponomarenko & Pritykina, 1980